# Furkan Andıç
Furkan Andıç (Estambul, 4 de abril de 1990) es un actor turco.

## Biografía
De origen turco de Trabzon por parte de su padre y bosnio por parte de su madre, Furkan Andıç es el segundo de tres hermanos. Después de completar la educación primaria y secundaria en Ataşehir y asistir al Instituto Politécnico de Kiev Ígor Sikorski, Ucrania, estudió durante un tiempo en el departamento de programación de radio y televisión de la Universidad Bilgi en Estambul y luego se transfirió al departamento de comunicación visual y diseño de la Universidad de Yeditepe, donde graduado en 2012.
En 2011, comenzó su carrera como actor con el papel principal Mert en la miniserie de televisión Kolej Günlüğü, seguido del papel de Levent en la serie Umutsuz Ev Kadınları. Durante los siguientes dos años, le siguieron papeles secundarios, lo que ayudó a aumentar su popularidad en las series Adını Feriha Koydum, Yağmurdan Kaçarken y Aşk Ekmek Hayaller. En 2014 y 2015 interpretó el papel de Selim İnan en Kaçak Gelinler, una comedia romántica protagonizada por Deniz Baysal, Selin Şekerci y Açelya Topaloğlu, mientras que al año siguiente apareció en la serie Kırgın Çiçekler en el papel de Gökhan Turalı. Le siguió en 2015 y 2016 el papel de Gökhan Turalı en la serie Kırgın Çiçekler.
En 2016 consiguió el papel del protagonista Sinan Yılmaz / Tankut en la serie Tatlı İntikam. En 2017 hizo su debut en la pantalla grande después de ser elegido por el director Doğa Can Anafarta para interpretar el papel de Ömer Sarıkaya en la película Damat Takımı. En 2017 y 2018 interpretó el papel de Savaş Sargun en la serie Meryem.
En 2019 consiguió el papel de Volkan Demir en la serie Kardeş Çocuklar y el papel de Demir Erendil en la comedia romántica Her Yerde Sen. Al año siguiente, en 2020, interpretó el papel de Ateş Avcı en la serie Çatı Katı Aşk. En 2022 formó parte del elenco de la serie Kara Tahta, en el papel de Atlas Kandemir. Al año siguiente, en 2023, formó parte del elenco de la serie web Bozkir, interpretando el papel de Payidar. En 2023 y 2024 apareció con el papel de Kadir Erdem en la serie Yıldızlar Bana Uzak. En 2024 protagonizó las películas Cadı dirigida por Erman Bostan, en el papel de Nasit Nefi y Derûn dirigida por Muge Ugurlar, en el papel de İlyas / Ateş.

## Filmografía

### Cine
| Año  | Título       | Personaje     | Director          |
| ---- | ------------ | ------------- | ----------------- |
| 2017 | Damat Takımı | Ömer Sarıkaya | Doğa Can Anafarta |
| 2024 | Cadı         | Nasit Nefi    | Erman Bostan      |
| 2024 | Derûn        | İlyas / Ateş  | Muge Ugurlar      |

### Televisión
| Año       | Título               | Personaje             | Cadeña  | Cadeña  | Notas        |
| --------- | -------------------- | --------------------- | ------- | ------- | ------------ |
| 2011      | Kolej Günlüğü        | Mert                  | TNT     | TNT     |              |
| 2011      | Umutsuz Ev Kadınları | Levent                | Kanal D | Kanal D | 1 episodio   |
| 2011-2012 | Adını Feriha Koydum  | Selim                 | Show TV | Show TV | 9 episodios  |
| 2012      | Yağmurdan Kaçarken   | Harun                 | ATV     | ATV     | 8 episodios  |
| 2013-2014 | Aşk Ekmek Hayaller   | Altan                 | Show TV | Show TV | 10 episodios |
| 2014-2015 | Kaçak Gelinler       | Selim İnan            | Star TV | TV8     | 29 episodios |
| 2015-2016 | Kırgın Çiçekler      | Gökhan Turalı         | ATV     | ATV     | 21 episodios |
| 2016      | Tatlı İntikam        | Sinan Yılmaz / Tankut | Kanal D | Kanal D | 30 episodios |
| 2017-2018 | Meryem               | Savaş Sargun          | Kanal D | Kanal D | 30 episodios |
| 2019      | Kardeş Çocukları     | Volkan Demir          | Star TV | Star TV | 13 episodios |
| 2019      | Her Yerde Sen        | Demir Erendil         | Fox     | Fox     | 23 episodios |
| 2020      | Çatı Katı Aşk        | Ateş Avcı             | Kanal D | Kanal D | 16 episodios |
| 2022      | Kara Tahta           | Atlas Kandemir        | TRT 1   | TRT 1   | 20 episodios |
| 2023-2024 | Yıldızlar Bana Uzak  | Kadir Erdem           | ATV     | ATV     | 4 episodios  |

### Web TV
| Año  | Título | Personaje | Plataforma | Notas       |
| ---- | ------ | --------- | ---------- | ----------- |
| 2023 | Bozkir | Payidar   | BluTV      | 8 episodios |

### Cortometrajes
| Año  | Título              | Director        |
| ---- | ------------------- | --------------- |
| 2012 | Bir Kurabiye Masalı | Ilkyaz Kocatepe |

## Premios y reconocimientos
| Año  | Premio                          | Categoría                                 | Trabajo       | Resultado | Notas                   |
| ---- | ------------------------------- | ----------------------------------------- | ------------- | --------- | ----------------------- |
| 2016 | Pantene Golden Butterfly Awards | Mejor actor de comedia romántica          | Tatlı İntikam | Nominado  |                         |
| 2016 | Pantene Golden Butterfly Awards | Mejor pareja de televisión                | Tatlı İntikam | Ganador   | Con Leyla Lydia Tuğutlu |
| 2017 | Pantene Golden Butterfly Awards | Mejor actor                               | Meryem        | Nominado  |                         |
| 2017 | Pantene Golden Butterfly Awards | Mejor pareja de televisión                | Meryem        | Nominado  | Con Ayça Ayşin Turan    |
| 2018 | Pantene Golden Butterfly Awards | Mejor actuación de actor                  | Şahin Tepesi  | Nominado  |                         |
| 2018 | Pantene Golden Butterfly Awards | Mejor pareja de televisión                | Meryem        | Nominado  | Con Ayça Ayşin Turan    |
| 2018 | Turkey Youth Awards             | Mejor actor de televisión                 | Meryem        | Nominado  |                         |
| 2019 | Pantene Golden Butterfly Awards | Mejor actor en serie de comedia romántica | Her Yerde Sen | Nominado  | [ 17 ] [ 18 ]           |
| 2019 | Pantene Golden Butterfly Awards | Mejor pareja de televisión                | Her Yerde Sen | Ganador   | Con Aybüke Pusat        |
| 2021 | Pantene Golden Butterfly Awards | Mejor actor en serie de comedia romántica | Çatı Katı Aşk | Nominado  |                         |